# Enrico Redenti
Pour les articles homonymes, voir Redenti.
Enrico Redenti, né le 15 décembre 1883 à Parme et mort le 1er janvier 1963 dans la même ville, est un juriste italien.